# Carlos Morales Macchiavello
Carlos Morales Macchiavello, (Trujillo, 1 de abril de 1907-Lima, 8 de abril de 2004) arquitecto y político peruano. Fue ministro de Hacienda y Comercio, y de Fomento y Obras Públicas, durante el primer gobierno de Fernando Belaúnde Terry.

## Biografía
Hijo de Alejandro Morales Morillo y Olga Macchiavello Valderrama. Cursó estudios escolares en el Colegio Nacional San Juan de Trujillo y luego ingresó a la Escuela de Ingenieros de Lima, donde se recibió de ingeniero civil y arquitecto.
Fue profesor del Departamento de Arquitectura de la Escuela de Ingenieros, que en 1955 fue elevado al rango de Facultad, al convertirse dicha Escuela en la Universidad Nacional de Ingeniería. También ejerció la docencia en la Escuela Militar de Chorrillos.
Fue jefe del Instituto Nacional de Planificación. Y posteriormente, durante el primer gobierno de Fernando Belaúnde, fue miembro del primer directorio del Banco de la Vivienda (1963). Luego fue ministro de Estado en el despacho de Fomento y Obras Públicas, de abril a octubre de 1964;  en el de Hacienda y Comercio, de octubre de 1964 a septiembre de 1965; y nuevamente en el de Fomento y Obras Públicas, en octubre de 1968, formando parte del último gabinete previo al golpe de Estado, gabinete que presidió Miguel Mujica Gallo y que apenas duró unas horas en funciones.
En el segundo gobierno de Belaúnde (1980-1985) fue presidente del Banco de la Vivienda. Oportunidad en que realizó un amplio programa de obras sanitarias y de electricidad para Lima y provincias, así como una recuperación record de las deudas del banco.
Fue también miembro fundador del Instituto de Urbanismo del Perú, del que llegó a presidir. Así como presidente de la Sociedad de Arquitectos y decano del Colegio de Arquitectos (1966-1967).

## Publicaciones principales
- San Francisco de Lima, su iglesia y su convento (1941)
- La iglesia de los Carmelitas de Trujillo.
- La iglesia de Belén de Trujillo.
- Algunas observaciones sobre los monumentos del antiguo Perú (1944 y 1957)
- Métodos y materiales para la construcción de viviendas (1956)
- Estudio de prefabricación liviana en hormigón armado (1959)
- Hacia la solución del problema de estacionamiento de vehículos en la capital.

## Condecoraciones
- Orden El Sol del Perú en el grado de Gran Oficial (1964).[7]
- Orden El Cóndor de los Andes de Bolivia.[4]
- Orden de las Palmas Magisteriales.[4]
- Orden del Mérito Industrial del Ministerio de Fomento del Perú.[4]